# Яворина (пісня)
Яворина (У райськім саду) — естрадний музичний шлягер, широко відомий в Україні.

## Історія створення
Автором слів пісні є визначний поет-пісняр Степан Галябарда.
Пісня була написана 1995 року і присвячена пам'яті музичного виконавця Назарія Яремчука.
Композицію вперше у 1995 році виконав виконавець Степан Гіга (який став автором музики), після чого пісня швидко здобула велику популярність в Україні та стала однією з найвпізнаваніших музичних візитівок виконавця.

## Використання
Виконує Степан Гіга, інколи інші виконавці. 
Коли Степан Гіга виконує цю пісню, то зал завжди встає. На очах багатьох з’являються сльози. Відео пісні у виконанні Степана Гіги має 33 млн переглядів на Ютубі .